# Sønder Nissum
Sønder Nissum is een plaats in de Deense regio Midden-Jutland, gemeente Holstebro, en telt 280 inwoners (2007).